# Mac Kac
Jean-Baptiste Reilles, artiestennaam Mac Kac (29 mei 1920 – 17 augustus 1987) was een Franse jazzdrummer. Hij was een van de eersten die een Franstalig rock and roll-album uitbracht.

## Biografie
Mac Kac had Catalaanse wortels en was afkomstig uit een zigeunerfamilie. Zijn loopbaan begon halverwege de jaren 30, in Toulouse. Reilles speelde midden jaren 40 in het orkest van Michel de Villers en in diens kwintet en met De Villers speelde hij mee op de swingplaat How High the Moon. In die tijd werkte hij ook met Big Boy Goudie en George Johnson. In het begin van de jaren vijftig speelde hij onder meer met Raymond Le Sénéchal, Guy Lafitte/Peanuts Holland, Bernard Peiffer and His Saint Germain Des Pres Orchestra, Stéphane Grappelli, Jean-Pierre Sasson en Maxim Saury.
In 1955 was hij lid van Jay Cameron's International Sax band en het combo van Don Rendell en Bobby Jaspar. In de jaren 50 werkte hij verder met Buck Clayton, Sacha Distel, Lionel Hampton, Peanuts Holland, Guy Lafitte, Les Blue Stars, Sammy Price, Christian Garros, Michel Attenoux en Henri Salvador (Salvador Plays the Blues). In 1957 nam hij voor Atlantic Records het album Mac-Kac & His French Rock & Roll op. Dit werd in de jaren 1960-1962 gevolgd door een reeks singles en ep's voor het label Fontana. Hij speelde regelmatig in de Parijse Club Saint-Germain, met Pierre Cullaz en Pierre Simonian. Hij maakte zijn laatste opnames in 1983, dit met het orkest van Jo Privat (Deux guitars et un violon). In de jazz was hij vanaf 1946 betrokken bij 42 opnamesessies.